# ماکش تیواری
ماکش تیواری (انگلیسی: Mukesh Tiwari؛ زادهٔ ۲۴ اوت ۱۹۶۸) هنرپیشه اهل هند است.
از فیلم‌ها یا برنامه‌های تلویزیونی که وی در آن نقش داشته‌است می‌توان به مسافرخانه اشاره کرد.

## فیلم‌شناسی
فهرست برخی از فیلم‌هایی که ماکش تیواری در آنها به ایفای نقش پرداخته‌است:
- مسافرخانه
- دلداده
- همه بهترین‌ها
- قهرمان واقعی
- زمین
- وظیفه
- پلیس‌گیری
- پسر سردار
- متفاوت
- افسانه بهاگات سینگ
- آب مقدس
- دل هنوز بچه است
- آدم‌ربایی
- صدایت را بالا ببر
- مهمان
- تارزان
- تبعیض
- چشم سوم
- دیوانه روانی عاشق ۳
- محله آسی
- سلام عزیزم
- مه
- پسر آنجانی
- دعا
- کمین
- همیشه گاهی گاهی
- اسم من آنتونی گونسالوز است
- دیوونه بازی
- دغل
- هوا
- زوج شماره ۱۰
- شوهر دست دوم
- مردی با چندین سایه
- دام